# Kata Šoljić
Kata Šoljić (Vukšić Donji kod Brčkog, 23. veljače 1922. – Zagreb, 8. srpnja 2008.), majka četvorice poginulih branitelja i junakinja Domovinskog rata, bila je simbol patnje i hrabrosti hrvatske majke u Domovinskom ratu zbog čega je dobila nadimak Majka hrabrost.
U Domovinskom je ratu izgubila četvoricu sinova: Niku, Ivu, Miju i Matu.

## Životopis

### Mladost
Kata Šoljić rođena je u Donjem Vukšiću kod Brčkog, 1922. godine, u siromašnoj obitelji Tikvić. Njezina patnja počela je još u Drugom svjetskom ratu kad su joj strijeljani brat i tri polubrata. Oca je izgubila kad je imala 13 godina, a majku malo kasnije.
Rodila je šestero djece: Niku, Ivu, Miju i Matu, te kćeri Maru i Anu. 

### Domovinski rat
Najstariji sin Niko ubijen je u Srijemskoj Mitrovici, za njim ostala tri sina sa svojim obiteljima. Mijo je ubijen u kukuruzištu, u Srijemskim Čakovcima od "komšijine“ ruke, a do jučer su zajedno radili. Ivo, zapovjednik Mitnice, nestao je u proboju u Dunavu. Za njim ostalo je troje malodobne djece. Mato je ubijen u napadu na vojarnu. U ratu bili su i kći Marija i zet Stjepan Barišić, zet Ivan Vukojević, unuci Zoran, Franjo, Anto i Toni. Kći Marija sa svojom obitelji prošla je teško zatočeništvo Srijemske Mitrovice. Drugog zeta zahvatila je smrt u proboju. Kći Ana ostala je sama s dva sina.
Mediji su ju svojedobno nazvali Vukovarska majka hrabrost.
 Katine su riječi koje će ostati upamćene.
Trebalo joj je dvanaest godina da pronađe i pokopa svu četvoricu sinova. Najstariji sin Niko (pronađen je gotovo slučajno na groblju u Srijemskoj Mitrovici u Srbiji) bio je posljednji kojeg su ekshumirali.

### Smrt
Umrla je 2008. godine u bolnici Sveti Duh u Zagrebu, a pokopana je na vukovarskom Novom groblju.

## Nagrade, priznanja i spomen
- Prvi hrvatski predsjednik dr. Franjo Tuđman odlikovao ju je redom Danice hrvatske s likom Katarine Zrinske za osobite zasluge u promicanju moralnih društvenih vrijednosti.
- Godine 2004. godine primila je nagradu Junakinja hrvatskog Domovinskog rata koju je dodijelila Udruga branitelja, invalida i udovica Domovinskog rata, koja joj je dodijeljena na poticaj Mladena Pavkovića, koji je o njoj snimio i nekoliko dokumentarnih filmova.[7]
- Jedan park u zagrebačkom naselju Trešnjevka nazvan je po njoj.[6]
- U Vukovaru je 17. studenoga 2022. godine otkriven spomenik Kati Šoljić i njezinim poginulim sinovima.[8]

## Vanjske poveznice
- Kristina Petrović: Majčina priča, HŽD, 16. studenoga 2022.